# Насеље Стеван Синђелић
Насеље Стеван Синђелић или само НСС је градска четврт Ниша. Име је добило по српском војводи Стевану Синђелићу из Првог српског устанка који је погинуо у бици на Чегру. Изградња насеља почела је 2000. године, а насељено је 2004. године и данас има око три хиљаде становника. Налази се иза техничких факултета (Електронски и Машински) на Булевару Николе Тесле). Такође је познато под називом „Ламелице“. У том насељу живе војна лица и универзитетски професори.
Насеље је подељено на два дела: Војно и Универзитетско (професорско) насеље. У зградама на јужном делу живе радници универзитета, а у зградама на северном делу живе војна лица. Након изградње овог, главног дела насеља, додате су и зелене зграде које су у насељу познате као „Ново насеље“, где свако може купити стан.